# Superphosphate

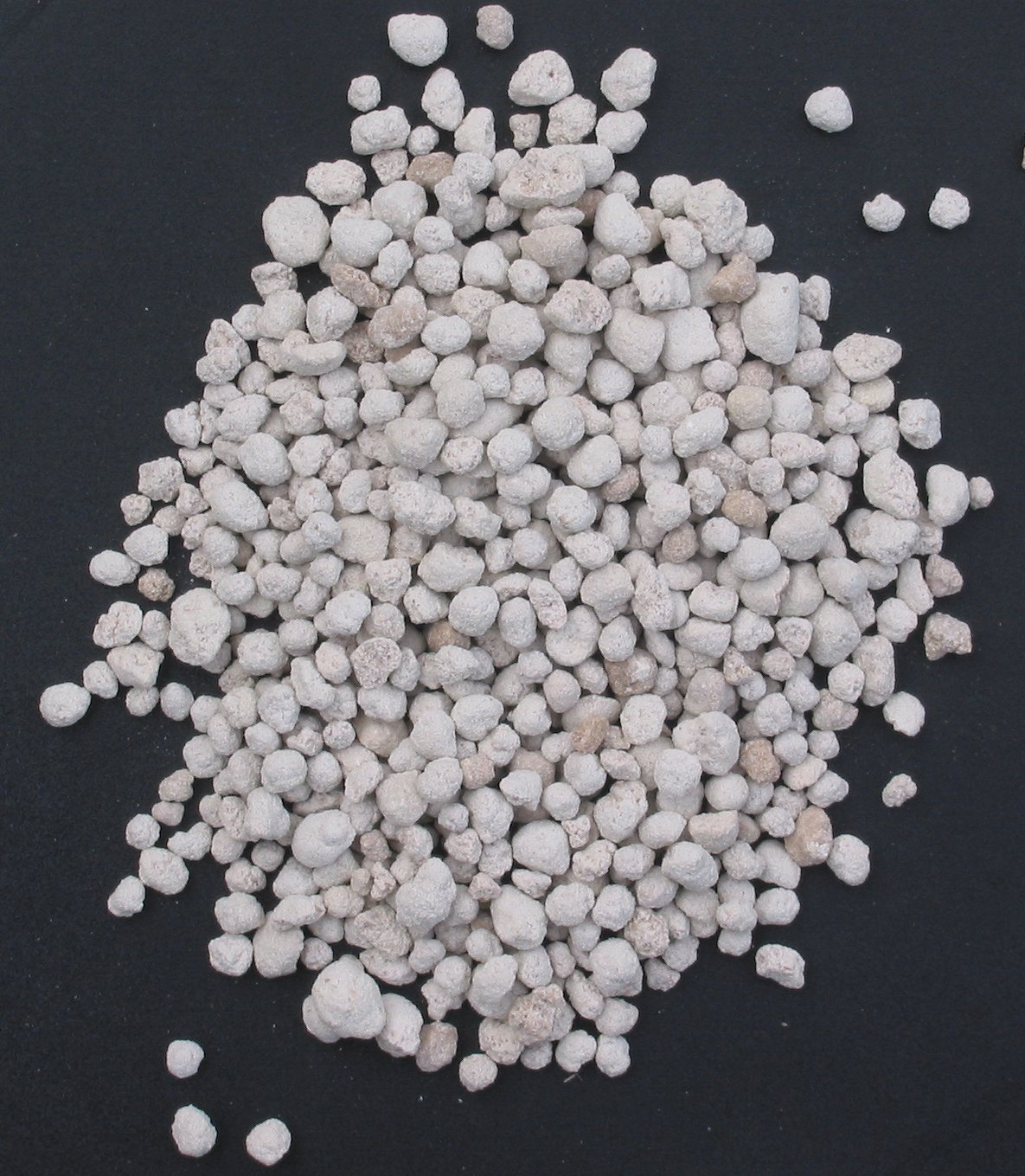
Granulés de superphosphate triple, engrais titrant 45 % de P_{2}O_{5}.

Un superphosphate est un engrais minéral phosphaté. Il intervient dans divers processus métaboliques des plantes. Il est important pour leurs racines et pour leur croissance. Les besoins en phosphore varient en fonction des espèces. Des plantes telles que la pomme de terre, le colza et la luzerne ont des besoins très élevés en phosphore, tandis que d’autres comme l’avoine et le tournesol ont des besoins relativement faibles.

## Types de superphosphates
Les superphosphates renferment de l'acide phosphorique soluble dans l'eau, accompagné d'une partie soluble seulement dans le citrate et d'une proportion insoluble. Selon la teneur en phosphore quantifiée en P2O5 (pentoxyde de phosphore), on distingue le superphosphate simple (SSP), le superphosphate triple (TSP) et le superphoshate enrichi (ESP) :
- Le superphosphate simple (SSP) est obtenu par attaque chimique acide d'une roche phosphatée (comme l'apatite) par de l'acide sulfurique. Il contient 16 à 20 % de P2O5. Il fut le premier engrais à être synthétisé. Le superphosphate simple se présente sous forme de granulés de couleur grise. En plus du phosphate, le superphosphate simple apporte à la plante du soufre et du calcium.

- Le superphosphate triple (TSP) est obtenu par attaque chimique acide d'une roche phosphatée par de l'acide phosphorique. Il s’agit de la forme de superphosphate la plus efficiente. Sa teneur en P2O5 est de l’ordre de 46 %. Sa teneur élevée en phosphate et sa très grande solubilité en font un engrais très populaire. Le phosphate qu’il contient est rapidement mis à la disposition des plantes.

- Le superphosphate enrichi (ESP) est obtenu par l'attaque combinée de ces deux acides.

### Réaction chimique
La réaction chimique en jeu (ici avec un phosphate de calcium naturel, par exemple d’origine squelettique tel que les sables coralliens et roches sédimentaires d’origine marine) pour produire un superphosphate « double » est :
Ca3(PO4)2 + 2 H2SO4 → Ca(H2PO4)2 + 2 CaSO4
Cependant, cette réaction produit une grande quantité de sulfate de calcium (exprimé en fait ci-dessus sous sa forme anhydre), un résidu considéré comme polluant pour l’environnement. La réaction ci-dessus ayant généralement lieu en milieu aqueux, où elle est moins coûteuse à réaliser, la réaction réelle est généralement plutôt la suivante où le sulfate de calcium hydraté (phosphogypse) apparaît plus clairement en fin d’équation :
Ca3(PO4)2 + 2 (2 H+ + SO42− + H2O) → Ca(H2PO4)2 + 2 CaSO4(H2O)
Pour la production d’engrais, ces sulfates de calcium n’ont aucun intérêt puisqu’ils sont inutilisables par les plantes et appauvrissent les milieux de culture. Ils sont donc séparés mais encore trop souvent rejetés et trop peu recyclés.

## Utilisations
La notion de « superphosphate » tient au fait que sous cette forme acide, ces phosphates peuvent être plus facilement libérés en milieu aqueux sous forme d’ions phosphates libres, et seront plus faciles à fixer par la plante et plus efficaces et plus rapides en tant qu’engrais, avant qu’ils soient lessivés et transportés dans les eaux de drainage, rivières et nappes phréatiques.
Les superphosphates constituent la principale catégorie d'engrais phosphatés, et celle qui est le plus rapidement assimilée par les plantes. Ils donnent des résultats supérieurs aux phosphates simples, notamment au début de la végétation à cause surtout de la diffusion plus parfaite dans la couche arable de l'acide phosphorique soluble, car l'important est de placer cet acide à la portée des racines.
Ils sont utilisables sur tous types de cultures et tous types de sols. Ils s'emploient à raison de 200 à 500 kilos à l’hectare.
On les utilise aussi, à titre prophylactique, pour assainir les litières.
Les superphosphates simples SSP, ESP apportent aussi du soufre, utile à certaines cultures. Ils sont souvent employés comme fumure de fond. Compte tenu de leur faible teneur en phosphore, ils sont souvent fabriqués ou employés près des lieux de disponibilité en minerai ou comme matières premières pour la fabrication d'engrais complexes NP, PK, NPK.
Cependant l’utilisation excessive de ces engrais dans l’agriculture intensive (notamment leur utilisation préventive, souvent à des dosages incorrects et/ou en combinaison avec les engrais azotés pour les cultures fourragères) peut entrainer une eutrophisation des rivières et estuaires, par le développement surabondant des algues, et une modification du pH des eaux marines, car les sulfates qu’ils contiennent également sont beaucoup plus difficile à fixer par les plantes terrestres (contrairement aux algues dont la dégradation produit des sulfures toxiques).